# Modicogryllus guanchicus
Modicogryllus guanchicus is een rechtvleugelig insect uit de familie krekels (Gryllidae). De wetenschappelijke naam van deze soort is voor het eerst geldig gepubliceerd in 1892 door Krauss.